# Élections régionales de 2020 en Vallée d'Aoste
Les élections régionales de 2020 en Vallée d'Aoste ont lieu de manière anticipée les 20 et 21 septembre 2020 afin d'élire les conseillers de la XVIe législature du conseil régional de la Vallée d'Aoste pour un mandat de cinq ans.
Le scrutin est marqué par le déclin de l'Union valdôtaine qui, devancée par la Ligue, n'arrive pas en tête pour la première fois depuis trente ans.

## Contexte
Les élections ont lieu de manière anticipée à la suite de la démission du président régional Antoine Fosson, son nom ayant été cité dans une enquête sur les liens entre la mafia calabraise 'Ndrangheta et la classe politique valdôtaine. Trois autres membres de l’exécutif de la région démissionnent dans le cadre de cette affaire.
Initialement prévues le 19 avril, les élections sont reportées une première fois au 10 mai suivant puis à une date indéterminée du fait de la progression de la pandémie de Covid-19, qui oblige le gouvernement italien à mettre en quarantaine le pays tout entier le 10 mars,,. À la mi-avril, le gouvernement italien décide finalement de reporter l'ensemble des scrutins régionaux à des dates comprises entre le 15 septembre et le 15 décembre. Les dates des 20 et 21 septembre sont finalement retenues, le scrutin étant organisé sur deux jours afin de limiter la présence simultané de trop d'électeurs dans les bureaux de vote. Les élections interviennent en même temps que celles de six autres régions ainsi que d'un référendum constitutionnel sur la réduction du nombre de parlementaires,.

## Système électoral

La région autonome Vallée d'Aoste.

La Vallée d'Aoste est une région italienne à statut spécial.  Son système électoral possède la particularité d'être le seul du pays avec celui de la région Trentin-Haut-Adige à ne pas faire élire le président régional au suffrage direct, celui-ci étant élu après les élections par les conseillers régionaux.
Les 35 conseillers sont élus pour cinq ans au scrutin proportionnel plurinominal avec listes ouvertes, vote préférentiel et un double seuil électoral. Plusieurs partis peuvent participer ensemble aux élections, mais uniquement sous la forme d'une liste commune de 18 à 35 candidats. Contrairement aux autres régions, le scrutin prend ainsi la forme d'un scrutin proportionnel classique, sans concurrence entre partis d'une même liste. Les électeurs ont néanmoins toujours la possibilité d'effectuer un seul vote préférentiel pour un candidat de la liste choisie afin de faire monter sa place dans celle-ci. En pratique, un électeur vote en cochant le sigle d'une liste et en ajoutant le nom et prénom ou le numéro d'un candidat auquel il souhaite donner son vote préférentiel, sans que cet ajout ne soit obligatoire.
Après décompte des suffrages, les listes en lice sont soumises à deux seuils successifs. Dans un premier temps, seules sont retenues celles ayant franchi le quotient électoral, c'est-à-dire le nombre de suffrages exprimés divisé par le nombre de sièges à pourvoir. Les sièges sont alors répartis entre ces listes à la proportionnelle. Dans un deuxième temps, toutes celles n'ayant obtenu qu'un seul siège selon cette répartition sont éliminées. L'ensemble des sièges sont alors répartis à la proportionnelle aux listes restantes selon la méthode du plus fort reste, et à leurs candidats en fonction des votes préférentiels qu'ils ont recueillis.
La liste arrivée en tête peut recevoir d'emblée une prime majoritaire portant sa part des sièges au minimum à la majorité absolue du total. La liste reçoit ainsi 21 sièges si elle est arrivée en tête avec au moins 42 % des suffrages. Les sièges restants sont ensuite repartis à la proportionnelle aux différentes listes. Le conseil ainsi élu procède ensuite à l'élection à la majorité absolue du président régional et du président du conseil.
Ces élections sont les premières à avoir lieu sous la loi électorale régionale de 2019, qui a mis fin aux votes préférentiels multiples et imposé l'interdiction pour les conseillers d'effectuer plus de trois mandats consécutifs. Le quota de candidats de l'un ou l'autre sexe dans chaque liste a également été relevé à 35 %, contre 30 % en 2017, et 20 % en 2007,

## Résultats
|                        |                                             |         |       |       |        |               |  |  |  |  |  |  |  |  |
| Listes                 | Listes                                      | Voix    | %     | +/-   | Sièges | +/-           |  |  |  |  |  |  |  |  |
|                        | Ligue                                       | 15 837  | 23,90 | 6,84  | 11     | 4             |  |  |  |  |  |  |  |  |
|                        | Union valdôtaine (UV)                       | 10 470  | 15,80 | 3,45  | 7      | en stagnation |  |  |  |  |  |  |  |  |
|                        | Projet civique et progressiste (PD-EV-RC)   | 10 106  | 15,25 | 2,32  | 7      | 4             |  |  |  |  |  |  |  |  |
|                        | Alliance valdôtaine (UVP-ALPE) (avec SA-IV) | 5 880   | 8,87  | 10,72 | 4      | 3             |  |  |  |  |  |  |  |  |
|                        | Vallée d'Aoste unie (Mouv'-Ensemble VdA)    | 5 397   | 8,14  | 1,01  | 3      | en stagnation |  |  |  |  |  |  |  |  |
|                        | Pour l'autonomie (PlA)                      | 4 212   | 6,36  | Nv.   | 3      | 3             |  |  |  |  |  |  |  |  |
|                        | Centre-droit Val d'Aoste (FI–FdI–NVdA-PNV)  | 3 761   | 5,68  | 2,76  | 0      | en stagnation |  |  |  |  |  |  |  |  |
|                        | Renaissance Vallée d'Aoste                  | 3 289   | 4,96  | Nv.   | 0      | en stagnation |  |  |  |  |  |  |  |  |
|                        | Mouvement 5 étoiles (M5S)                   | 2 589   | 3,91  | 6,53  | 0      | 4             |  |  |  |  |  |  |  |  |
|                        | Pays d'Aoste souverain (PAS)                | 1 876   | 2,83  | Nv.   | 0      | en stagnation |  |  |  |  |  |  |  |  |
|                        | Valle d'Aosta futura                        | 1 761   | 2,66  | Nv.   | 0      | en stagnation |  |  |  |  |  |  |  |  |
|                        | Val d'Aoste libre (Vdalibra)-PAI            | 1 084   | 1,64  | Nv.   | 0      | en stagnation |  |  |  |  |  |  |  |  |
|                        |                                             |         |       |       |        |               |  |  |  |  |  |  |  |  |
| Suffrages exprimés     | Suffrages exprimés                          | 66 283  | 91,17 |       |        |               |  |  |  |  |  |  |  |  |
| Votes blancs           | Votes blancs                                | 2 642   | 3,63  |       |        |               |  |  |  |  |  |  |  |  |
| Votes invalides        | Votes invalides                             | 3 777   | 5,20  |       |        |               |  |  |  |  |  |  |  |  |
| Total                  | Total                                       | 72 702  | 100   | -     | 35     | en stagnation |  |  |  |  |  |  |  |  |
| Abstentions            | Abstentions                                 | 30 425  | 29,50 |       |        |               |  |  |  |  |  |  |  |  |
| Inscrits/Participation | Inscrits/Participation                      | 103 127 | 70,50 |       |        |               |  |  |  |  |  |  |  |  |

## Conséquences
Le 21 octobre, Erik Lavévaz, président de l'Union valdôtaine est élu président de la région par 20 voix sur 35 et forme une nouvelle junte de gouvernement. Il obtient le soutien de l'UV, du Parti démocrate, de la Stella Alpina, de l'Alliance valdôtaine et de Vallée d'Aoste unie, cependant que la Ligue constitue l'essentiel de l'opposition.